# Hibbertia cactifolia
Hibbertia cactifolia är en tvåhjärtbladig växtart som beskrevs av Toelken. Hibbertia cactifolia ingår i släktet Hibbertia och familjen Dilleniaceae. Inga underarter finns listade i Catalogue of Life.